# Ledo Arroyo Torres
Ledo Arroyo Torres (1894 – 1975) fou un notari i polític uruguaià pertanyent al Partit Colorado.

## Biografia
Graduat en Dret per la Universitat de la República, Arroyo fou senador durant els períodes 1943-1946, 1947, 1950-1951 i 1955-1956.
Ocupà el càrrec de ministre d'Hisenda entre els anys 1947 i 1949 i 1956 i 1957. També fou ministre de Defensa entre 1952 i 1954.
Fou president del Senat durant el període 1955-1959. Durant el primer Consell Nacional de Govern, amb majoria de l'oposició, Arroyo fou conseller de la minoria del Partit Colorado. Presidí el Consell Departamental de Montevideo (govern municipal) de 1963 a 1965.
Acabà la seva actuació política exercint el càrrec de president del Banc de la República Oriental de l'Uruguai (1965–1967).